# Мухомор червоний
Мухомор червоний (Amanita muscaria (L. ex Fr.) Hook.) — отруйний гриб з родини мухоморових (Amanitaceae). Місцева назва — маримуха, мухаїр, жабурка.

## Опис
Шапка 5-12(20) см у діаметрі, напівсферична, згодом опукло-плоска, з тонким рубчастим краєм, цегляно-червона різних відтінків, жовто-червона, червоно-помаранчева, з численними білими пластівцями, які іноді зникають після дощу. Пластинки густі, тонкі, білі. Спорова маса біла. Спори 9-11 × 6-8 мкм, широкоовальні. Ніжка 5-13 × 1-3 см, циліндрична, з великою бульбою, щільна, пізніше з порожниною, гола з широким білим (по краю жовтим) кільцем, з прирослою у вигляді концентричних, бородавчастолускатих смуг піхвою. М'якуш білий, у периферичному шарі тканини шапки жовтуватий, без особливого запаху. Отруйний.

## Поширення та місця існування
Росте у хвойних і листяних лісах групами, часто. Плодові тіла утворює з липня по листопад. Поширений по всій Україні.

## Хімічний склад
Активними компонентами мухомора червоного є отрута іботенова кислота та мусцимол, мускарин, мікоатропін, і деякі інші речовини.

## Практичне значення
Сушіння при кімнатній температурі поступово руйнує отруйні речовини і робить сушений червоний мухомор придатним для використання в невеликих кількостях (до 1г) в народній медицині та біохакінгу.

## Міжнародно-правовий статус ентеогенів
Стаття 32 Конвенції про психотропні речовини дозволяє державам звільняти від заборони певні традиційні способи вживання речовин:
|  | Держава, на території якої ростуть дикі рослини, що містять психотропні речовини з числа тих, що містяться в Додатку I, і які традиційно використовуються певними невеликими, чітко визначеними групами в магічних чи релігійних обрядах, може під час підписання, ратифікації чи приєднання, робити застереження щодо цих рослин стосовно положень статті 7, за винятком положень, що стосуються міжнародної торгівлі.Оригінальний текст (англ.) A State on whose territory there are plants growing wild which contain psychotropic substances from among those in Schedule I and which are traditionally used by certain small, clearly determined groups in magical or religious rites, may, at the time of signature, ratification or accession, make reservations concerning these plants, in respect of the provisions of article 7, except for the provisions relating to international trade. |

Однак це звільнення застосовується лише в тому випадку, коли рослину буде явно додано до Списків психотропної конвенції. Нині Конвенція застосовується лише до хімічних речовин. Однак у Коментарі до Конвенції про психотропні речовини зазначається, що рослини, які містять її, не підлягають міжнародному регулюванню:
Вирощування рослин, з яких отримують психотропні речовини, не регулюється Віденською конвенцією .... Ні корона (плід, брунька з мескалем) кактуса пейот, ні коріння рослини Mimosa hostilis, ані псилоцибінові гриби не включено до Списку 1, а лише відповідні речовини, мескалін, ДМТ та псилоцин.Оригінальний текст (англ.)
The cultivation of plants from which psychotropic substances are obtained is not controlled by the Vienna Convention .... Neither the crown (fruit, mescal button) of the Peyote cactus nor the roots of the plant Mimosa hostilis nor Psilocybe mushrooms themselves are included in Schedule 1, but only their respective principals, mescaline, DMT, and psilocin.
Нині жодні рослини (природні матеріали), що містять ДМТ, не регулюються Конвенцією 1971 року про психотропні речовини. Отже, препарати (наприклад, відвари), виготовлені з цих рослин, включно з аяваскою, не перебувають під міжнародним контролем і, отже, не підпадають під дію жодної статті Конвенції 1971 року. - Міжнародна рада з контролю за наркотиками (МКНБ), ООНОригінальний текст (англ.)
No plants (natural materials) containing DMT are at present controlled under the 1971 Convention on Psychotropic Substances. Consequently, preparations (e.g. decoctions) made of these plants, including ayahuasca are not under international control and, therefore, not subject to any of the articles of the 1971 Convention. -- International Narcotics Control Board (INCB), United Nations

## Галерея

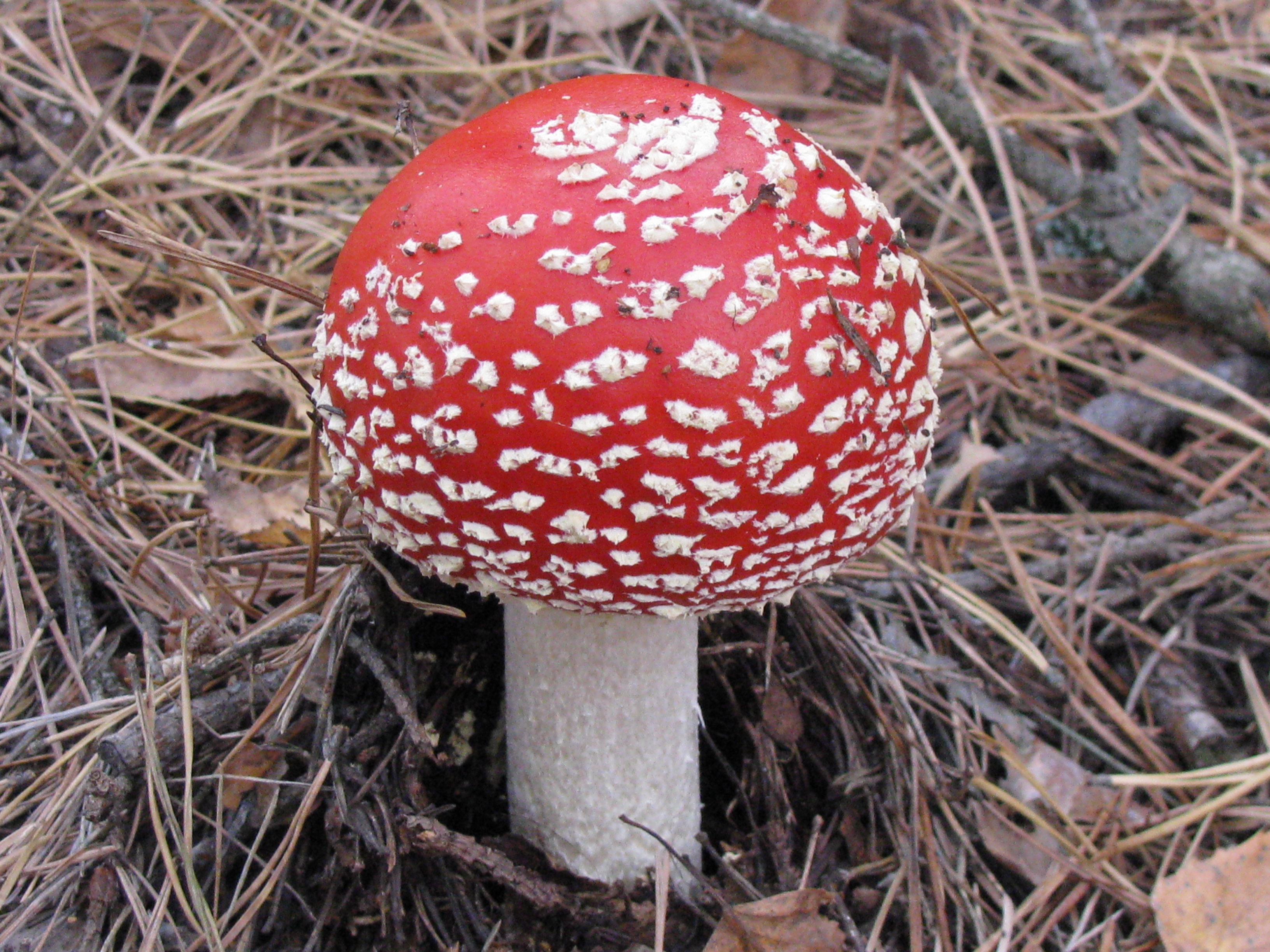
Мухомор червоний, Рівненська обл.
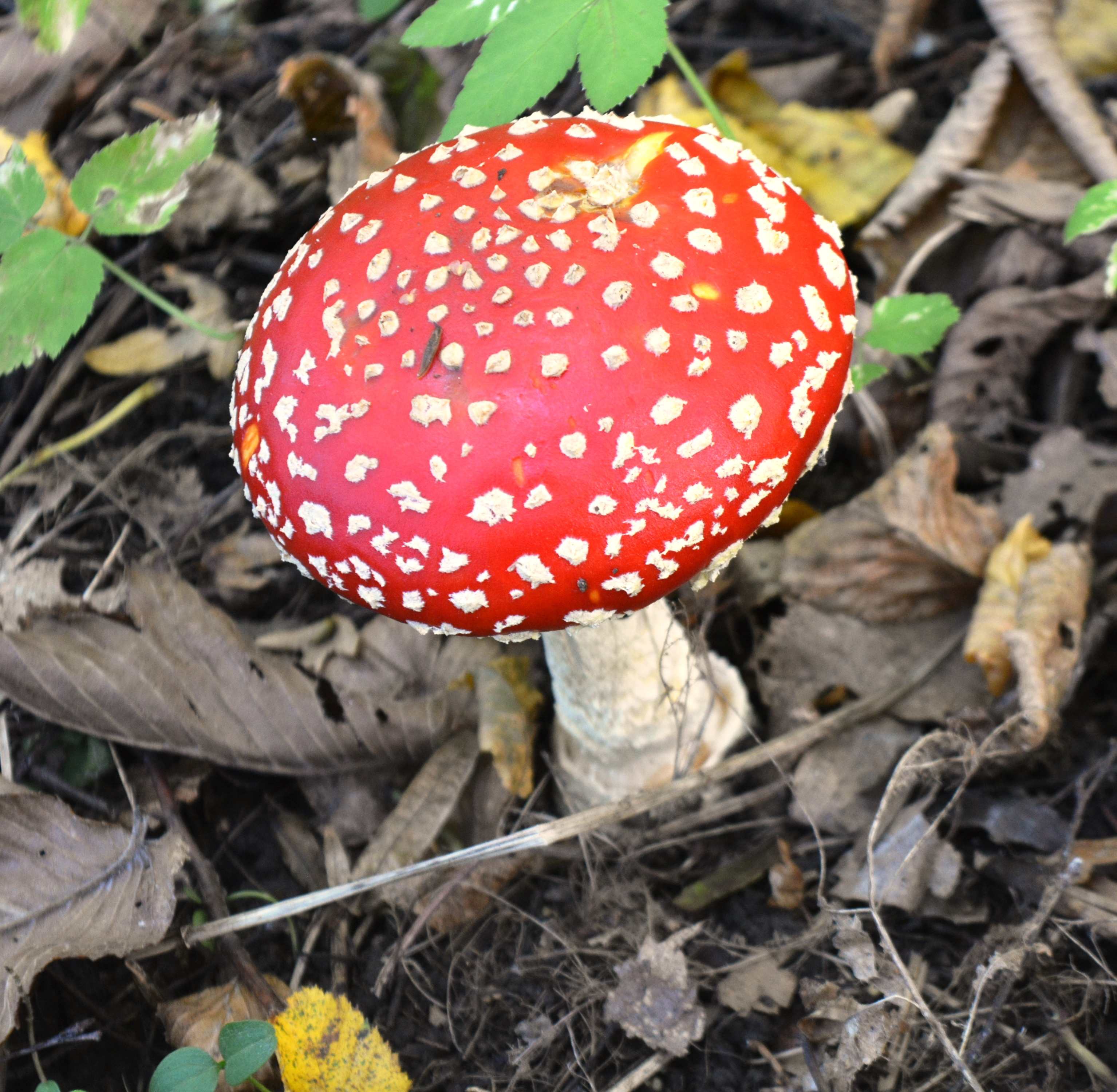
Мухомор червоний

## Літератури
- Дудка И. А. Вассер С. П. Грибы: Справочник миколога и грибника. К. : Наук. думка, 1987. — 536 с. (с. 281)
- Мухомор червоний //
- Єлін Ю. Я., Зерова М. Я., Лушпа В. І., Шабарова С. І. Дари лісів. — Київ : Урожай, 1979. — 440 с.
- Мухомор червоний // Зерова М. Я., Єлін Ю. Я., Козьяков С. М. Гриби: їстівні, умовно їстівні, неїстівні, отруйні. — Київ : Урожай, 1979. — С. 184–185.
- Козак В. Т. Гриби України. — Тернопіль : Підручники і посібники, 2005. — 224 с. (с. 69). — ISBN 978-966-07-1275-1
- Deja, Stanisław; Wieczorek, Piotr P.; Halama, Marek; Jasicka-Misiak, Izabela; Kafarski, Paweł; Poliwoda, Anna; Młynarz, Piotr (2014). Do differences in chemical composition of stem and cap of Amanita muscaria fruiting bodies correlate with topsoil type?. PloS One. 9 (12): e104084. doi:10.1371/journal.pone.0104084. ISSN 1932-6203. PMC 4249817. PMID 25437454.{{cite journal}}:  Обслуговування CS1: Сторінки із непозначеним DOI з безкоштовним доступом (посилання)